# Función zeta de Dedekind
En matemática, la función zeta de Dedekind es una serie de Dirichlet definida para todo cuerpo K de números algebraicos, expresada como {\displaystyle \zeta _{K}(s)} donde {\displaystyle s} es una variable compleja. Está definida para números complejos s con parte real Re(s) > 1 por medio de la serie de Dirichlet
{\displaystyle \zeta _{K}(s)=\sum _{I\subseteq {\mathcal {O}}_{K}}{\frac {1}{(N_{K/\mathbf {Q} }(I))^{s}}}}
realizada sobre todos los I ideales del anillo de los enteros {\displaystyle {\mathcal {O}}_{K}} de K, con {\displaystyle I\neq \{0\}}. Donde {\displaystyle N_{K/\mathbf {Q} }(I)} es la norma de I (al cuerpo racional Q): es igual a la cardinalidad de OK/I, 
en otras palabras, el número de clases de residuos módulo {\displaystyle I}. En el caso en que K=Q esta definición se reduce a la función zeta de Riemann.

## Propiedades
Las propiedades de {\displaystyle \zeta _{K}(s)} como una función meromórfica resultan de un considerable significado en la teoría de números algebraicos. Tiene una representación en forma de producto de Euler
{\displaystyle \zeta _{K}(s)=\prod _{P\subseteq {\mathcal {O}}_{K}}{\frac {1}{1-(N_{K/\mathbf {Q} }(P))^{-s}}},{\text{ para Re}}(s)>1.}
cuyo producto es sobre todos los ideales primos P de OK. Esta es la expresión en términos analíticos de la unicidad de la factorización prima de los ideales {\displaystyle I}.
Se sabe (demostrado en forma general primero por Erich Hecke) que {\displaystyle \zeta _{K}(s)} tiene una continuación analítica hacia todo el plano complejo como una función meromorfa, teniendo un polo simple solo en s = 1. El residuo en ese polo es una cantidad importante, que involucra a invariantes del grupo unitario y del grupo de clase de K; los detalles se encuentran en la fórmula de número de clase. Existe una ecuación funcional para la función zeta de Dedekind, que relaciona sus valores en s y 1−s.

## Relación con otras funciones L
Para el caso en que K es una extensión abeliana de Q, su función zeta de Dedekind puede ser escrita como un producto de funciones L de Dirichlet. Por ejemplo, cuando K es un cuerpo cuadrático esto muestra que la relación
{\displaystyle {\frac {\zeta _{K}(s)}{\zeta _{\mathbf {Q} }(s)}}}
es una función L, L(s,χ); donde {\displaystyle \chi } es un símbolo de Jacobi como carácter de Dirichlet. Que la función zeta de un cuerpo cuadrático sea un producto de la función zeta de Riemann y una cierta función L de Dirichlet es una formulación analítica de la ley de Gauss de reciprocidad cuadrática.
En general si K es una extensión de Galois de Q con grupo de Galois G, su función zeta de Dedekind tiene una factorización comparable en términos de funciones L de Artin. Estas están asociadas a representaciones lineales de G.